# Borek Stary
Borek Stary – wieś w Polsce w województwie podkarpackim, w powiecie rzeszowskim, w gminie Tyczyn

## Położenie
Wieś położona jest na terenie Pogórza Dynowskiego na południe od Rzeszowa, na terenie pagórkowatym o urodzajnych glebach, 5 km na wschód od Tyczyna. Graniczy od zachodu i północy z Kielnarową, od wschodu – z wsią Borówki (gm. Chmielnik), od południa – z Nowym Borkiem, od południowego wschodu – z Brzezówką. Otaczające wieś wzniesienia (300–350 m n.p.m.) poprzecinane mozaiką pól uprawnych i terenów zadrzewionych stanowią o dużych walorach krajobrazowych tej okolicy. Większe obszary leśne to Las Borkowski, Las Buczyna i Las Pustki (na wschodzie), a najbardziej urokliwe z licznych uroczysk to Muchówki i Południak. Na krańcu południowo-wschodnim wyróżnia się wzniesienie Szklana Góra wznosząca się nad doliną płynącej od Hyżnego rzeczki Tatyny.
W latach 1954–1961 wieś należała i była siedzibą władz gromady Borek Stary, a po jej zniesieniu – w gromadzie Tyczyn. W latach 1975–1998 miejscowość administracyjnie należała do województwa rzeszowskiego.

## Struktura wsi
Po prawej stronie biegnącej przez wieś drogi Rzeszów – Dylągówka znajdują się przysiółki: Kanada, Nowa Wieś i Budy. Wyżej spory przysiółek Borówki, który w 1998 odłączył się od gminy Tyczyn i jako osobne sołectwo wszedł w skład gminy Chmielnik. Na zachodzie – część wsi zwana Zawodziem. Na tym terenie na zboczu wzniesienia znajduje się zespół klasztorny dominikanów oraz przysiółek Podklasztor. Dalej ku zachodowi leży Królka – przysiółek częściowo należący sąsiedniej Kielnarowej.
| SIMC    | Nazwa       | Rodzaj    |
| ------- | ----------- | --------- |
| 0666101 | Dół         | część wsi |
| 0666118 | Góra        | część wsi |
| 0666124 | Kanada      | część wsi |
| 0666130 | Nowa Wieś   | część wsi |
| 0666147 | Pod Królką  | część wsi |
| 0666153 | Podgórze    | część wsi |
| 0666160 | Podklasztor | część wsi |

## Historia

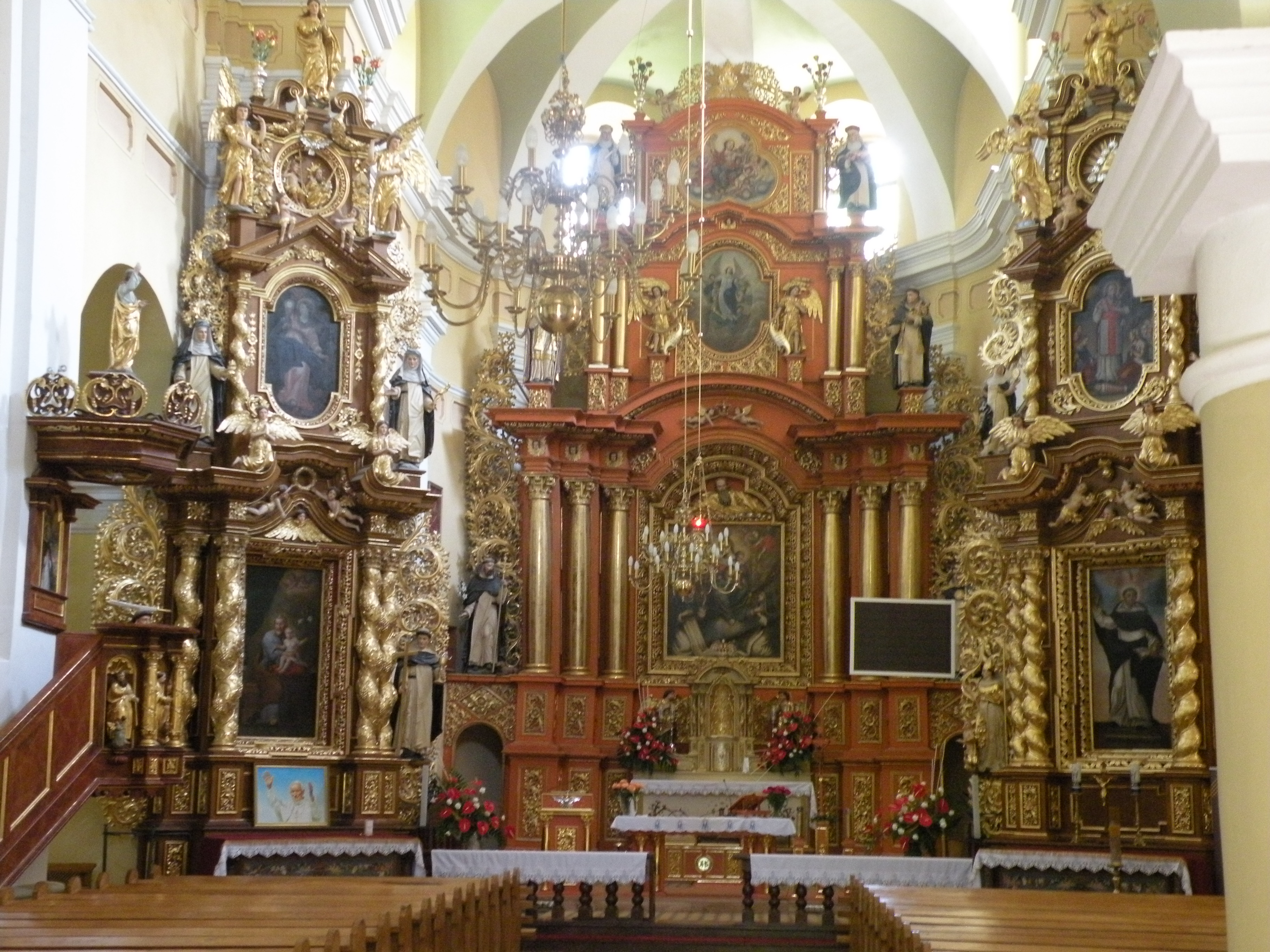
Wnętrze kościoła OO. Dominikanów w Borku Starym

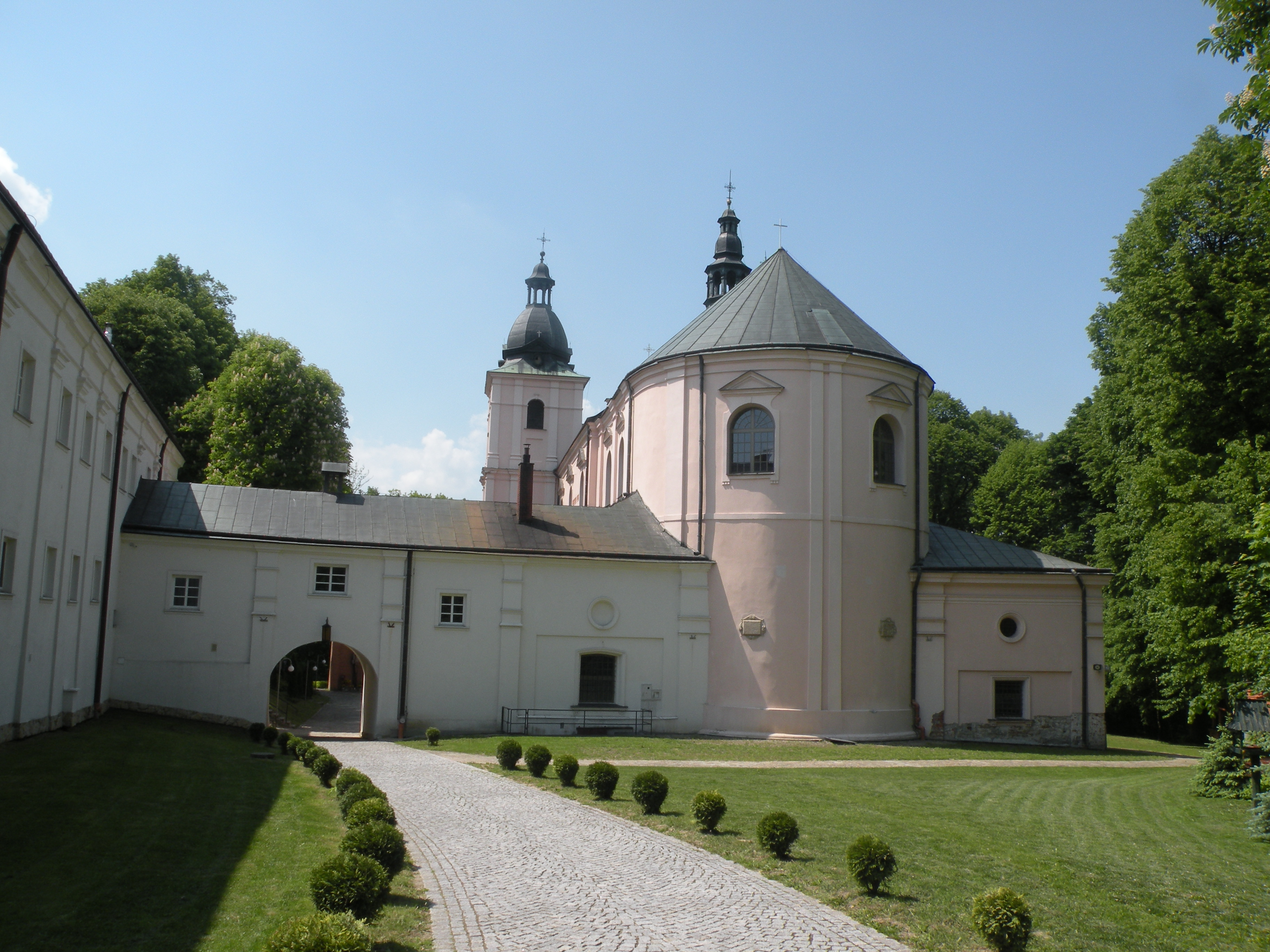
Kościół OO. Dominikanów – widok od strony prezbiterium

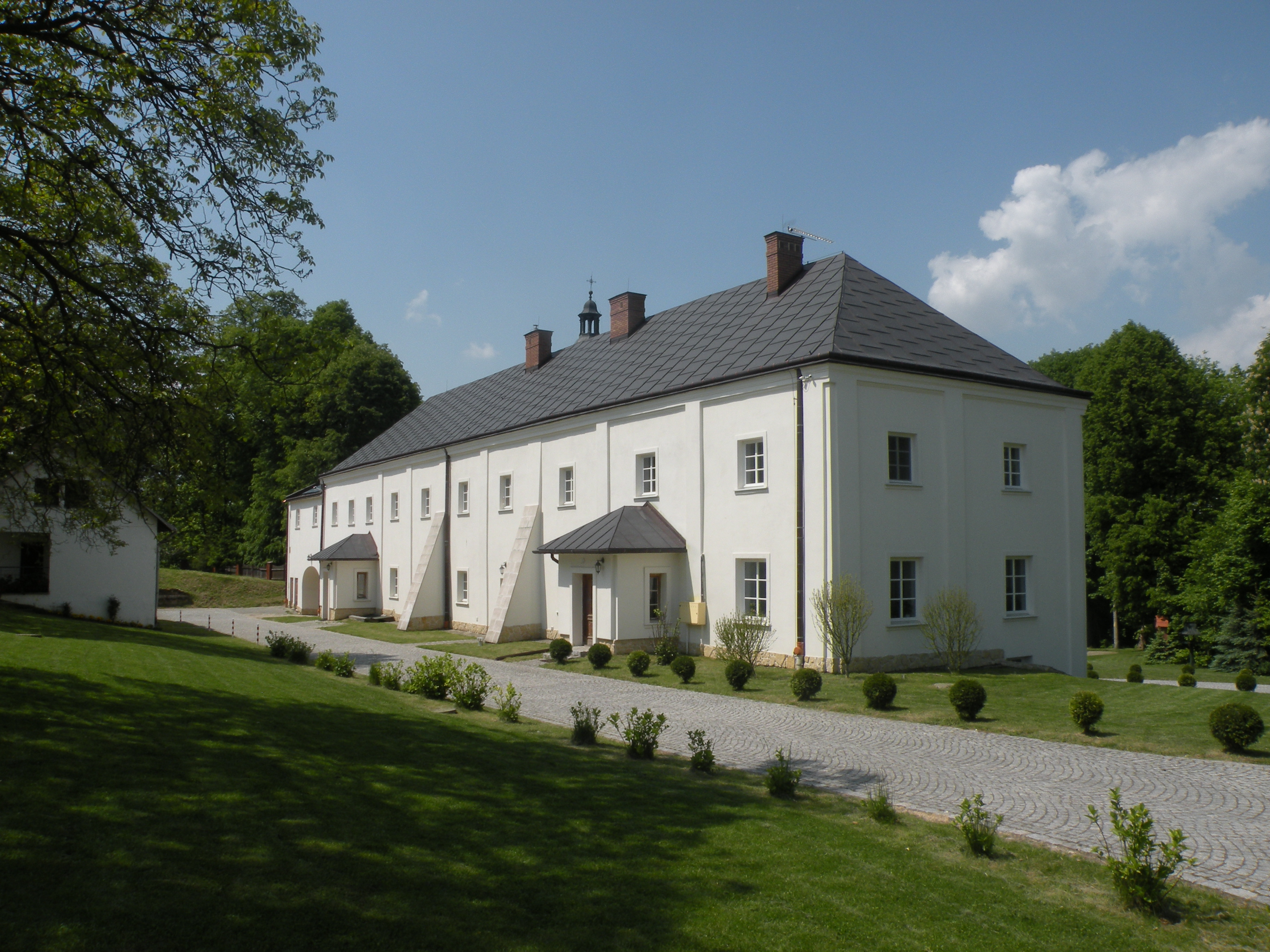
Klasztor OO. Dominikanów

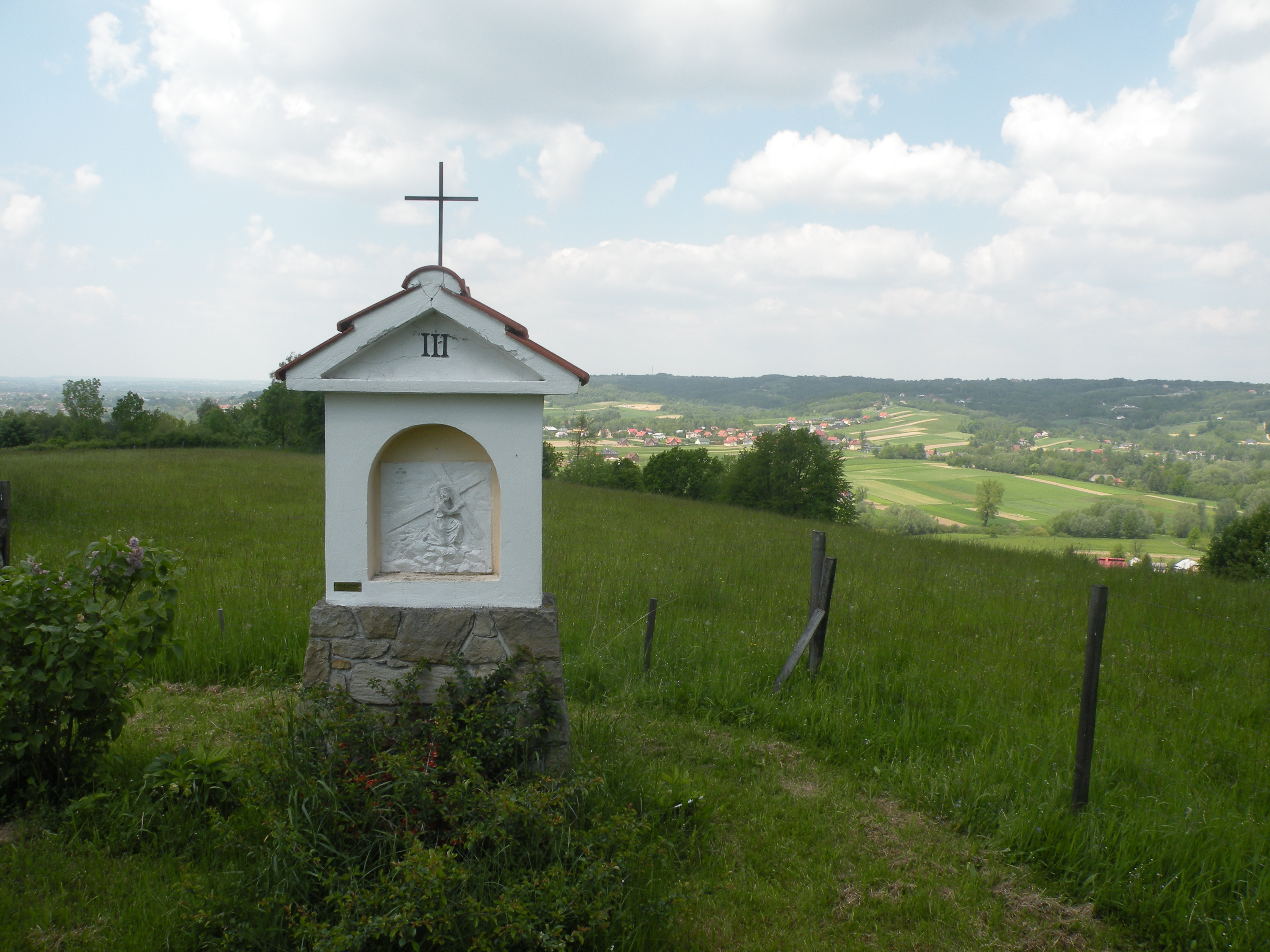
Kapliczka na Drodze Krzyżowej przy Sanktuarium

Nie wiadomo dokładnie kiedy wieś powstała, ale wiadomo, że w 1418 miała kościół oraz dwie kaplice – Najświętszej Marii Panny i Świętego Krzyża. W pierwszej znajdował się słynący cudami od ok. 1336 obraz Matki Bożej z Dzieciątkiem, do którego zdążały liczne pielgrzymki. W 1423 król Władysław Jagiełło nadał Janowi z Jicina swoje dożywocie na mieście Tyczyn z całym kluczem, w skład którego wchodził także Borek. Borek był wsią na prawie niemieckim, co potwierdzają wzmianki o sołtysie (m.in. z lat 1465, 1481, 1495). Wieś była własnością szlachecką. W XV i XVI w. jej właścicielami byli Pileccy. Za czasów pierwszego z nich, Jana herbu Leliwa nastąpił podział Borku na dwie wsie – Borek Stary i Nowy Borek (1450). Jan Pilecki, kasztelan krakowski, był doskonałym gospodarzem dbającym o swoje majętności. W 1465 uposażył on kościół pw. św. Piotra i Pawła w Borku, nadając probostwu półtora łana ziemi (33–39 ha). W 1515 Borek był wsią dobrze zagospodarowaną liczącą ponad 15 łanów (ok. 330–390 ha). Był tu także młyn i karczma. W późniejszych wiekach Borek należał do Kostków, Działyńskich, Branickich i Wodzickich. Wieś położona w powiecie przemyskim była własnością Jana Klemensa Branickiego, jej posesorką była Jadwiga Łowiecka, została spustoszona w czasie najazdu tatarskiego w 1672. 
Okręg tyczyński – podobnie jak i reszta kraju – przeżywał czasy najazdów, wojen, epidemii, które hamowały jego rozwój. Na XVI-wieczną Polskę często napadali Tatarzy. W czasie jednego z najazdów (1624) grasujący w tych stronach, basza Kantemir, szef hordy tatarskiej spalił kościół parafialny. Na dobra tyczyńskie niejednokrotnie najeżdżał także Stanisław Stadnicki, zwany diabłem łańcuckim. W czasach potopu operowali w tej okolicy Szwedzi, a w 1657 oddziały Jerzego Rakoczego. W XVIII w., w wyniku aktywnego udziału właścicieli Tyczyna w kolejnych elekcjach (Braniccy, np. Klemens) dobra ich były najeżdżane i niszczone. Po pierwszym rozbiorze Borek dostał się pod zabór austriacki, wchodząc w skład cyrkułu rzeszowskiego. W rzezi galicyjskiej 1846 wieś podtyczyńska nie wzięła udziału, mimo że nastroje chłopstwa były i tu bardzo niespokojne. W 1848 uwłaszczono chłopów w Galicji. Potem nastał głód ze wszystkimi swymi następstwami. Pod koniec XIX w. działający na ziemi rzeszowskiej chłopi utworzyli różne organizacje ludowe. Przed I wojną światową aktywny był w Borku oddział Stronnictwa Ludowego i związany z nim Związek Młodzieży Wiejskiej „Wici”. Od początku XX w. oraz w okresie międzywojennym Borek był wsią aktywną społecznie. Powstały tu ogniwa Stronnictwa Ludowego, wiejskiej organizacji młodzieżowej Wici, a później koła Związku Strzeleckiego. W 1906 powołano zgromadzenie ludowe mające ustalić zmianę ordynacji wyborczej PSL. Z inicjatywy m.in. ludowców zorganizowano w 1910 obchody pięćsetnej rocznicy bitwy pod Grunwaldem. W 1913 mieszkańcy Borku wybudowali pomnik z okazji 50. rocznicy powstania styczniowego. Wieś galicyjska okresu międzywojennego była uboga. W Borku Starym na 372 gospodarstwa w 1938 tylko osiem (w tym trzy folwarki) z nich posiadało areał przekraczający 5 ha; z kolei aż 207 gospodarstw miało powierzchnię nie większą niż 1 ha. W porównaniu z okolicznymi wioskami w Borku najwięcej było małych gospodarstw chłopskich.
II wojna światowa rozpoczęła się w Borku Starym wjazdem hitlerowców – 9 września 1939. Teren gminy tyczyńskiej włączono do Generalnego Gubernatorstwa. Okupanci wyznaczyli chłopom duże kontyngenty w postaci zboża, żywca i mleka; jednocześnie zmuszali Borkowian do różnych innych powinności na rzecz Rzeszy. Jesienią 1942 rozpoczęto wywózkę ludności, zwłaszcza młodzieży, na przymusowe roboty do Niemiec. W związku z silnym oporem ludności po wsiach przeprowadzono masowe łapanki. Z Borku hitlerowcy wywieźli ok. 100 młodych ludzi, przede wszystkim młodych mężczyzn, wyłapanych nocą. Przed wywozem wielu wyratował ostatni właściciel folwarku – Wojciech Łukaszewicz, który albo informował ich o planowanej łapance albo osobiście wykupywał już złapanych. W okresie późniejszym terror okupanta stale wzrastał; w 1943 spacyfikowano Tyczyn i przyległe wsie. Dokonywano egzekucji ludności cywilnej; na terenie Borku zastrzelono wtedy kilkunastu mężczyzn, lecz miejscowa ludność nie pozostała bierna wobec tych aktów przemocy; szybko zaczęły się rozwijać różne punkty oporu. Zbrojny ruch oporu masową formę przybrał dopiero w 1943, chociaż już od pierwszych miesięcy wojny działał na tym terenie Związek Walki Zbrojnej. Obok ZWZ (późniejszej AK) działania podejmowały od 1942 Bataliony Chłopskie. Tyczyńska placówka AK, obejmująca swą działalnością okoliczne gromady, w tym Borek, wchodziła w skład podobwodu Rzeszów – Południe. Siedzibą dowódcy II kompanii tej placówki był klasztor oo. dominikanów.
Na terenie wzgórza klasztornego przeprowadzano m.in. praktyczne ćwiczenia kursu podchorążych. W tym czasie prowadzono tu także rozmowy między AK i UPA w sprawie zaprzestania wzajemnych walk. Klasztor Borecki był miejscem schronienia osób „niepożądanych” – m.in. na przełomie lat 1944/45 znalazł schronienie kpt. armii jugosłowiańskiej zbiegły z niemieckiej niewoli, legendarny przywódca oddziału partyzanckiego Ułanów Jazłowieckich AK, powstałego w rejonie Lwowa.
Pod koniec lipca 1944 na terenie Tyczyna przeprowadzono akcję „Burza” (punktem zbiorczym i bazą był klasztor). Mimo strat Niemcy wycofali się w kierunku Rzeszowa; sytuację opanowali partyzanci. Do Tyczyna 30 lipca weszły pierwsze oddziały Armii Czerwonej.
Zaraz po wyzwoleniu na terenie miasta i gminy zaczęto organizować władzę. Już w pierwszych dniach sierpnia 1944 działała tu Miejska Rada Narodowa, nieco później zorganizowano władzę gminną. Jeszcze jesienią rozparcelowano folwark w Borku Starym. Nastąpiły liczne aresztowania działaczy konspiracyjnych przez NKWD i UB. Na tym terenie działały też organizacje podziemne WiN.
Istniejąca przed II wojną światową w Tyczynie Kasa Stefczyka w 1944 zmieniła nazwę na Gminną Kasę Spółdzielczą. Od 1945 obejmowała swym zasięgiem sześć gromad, w tym Borek. W 1948uznano Gminne Spółdzielnie „Samopomoc Chłopska” za jedyną formę spółdzielni na wsi. Włączono do niej m.in. „Jedność” z Borku Starego. W 1968 odsłonięto pomnik wzniesiony ku czci ofiar wojny. W 1980 powstał związek NSZZ RI „Solidarność” działający nieprzerwanie w czasie stanu wojennego do czasu oficjalnego reaktywowania po tzw. Okrągłym Stole w 1989. W 1990 powstał Komitet Obywatelski, który wziął udział w wyborach samorządowych wprowadzając swoich przedstawicieli do Rady Miejskiej w Tyczynie.

## Kościoły
W Borku istniały dwie kaplice. Pleban borkowski ksiądz Bartłomiej uprosił Jana Pileckiego, kasztelana krakowskiego i starostę przemyskiego, by ten uposażył istniejący prawdopodobnie ok. XV w. (być może na miejscu jednej z kaplic) kościół pw. św. Piotra i Pawła, co nastąpiło 15 czerwca 1465. Akt ten nadano w Zalesiu; w 1541 ratyfikował go Rafał Pilecki. Parafia obejmowała trzy wsie: Borek Stary, Nowy Borek, Brzezówkę. Pod koniec XV w. parafia w Borku Starym została połączona z parafią tyczyńską. Unia ta trwała do 1888, kiedy parafię borkowską ponownie erygował biskup przemyski. W 1624 Tatarzy spalili pierwotny kościół (przypuszczalnie drewniany). Na jego gruzach w latach 1646-49 postawiono kościół kamienny, konsekrowany dopiero w 1883. W 1912 został on rozbudowany, a w 1926 – rozebrany. Na jego miejscu wybudowano nowy. Prepozyt tyczyński, kanonik kolegiaty jarosławskiej, ksiądz Maciej Niwicki, ufundował w II poł. XVII w. klasztor dominikański przy kaplicy NMP. O. Pius Bełch mówi, że kaplicę MB. wielu wybierało na miejsce pochówku i tak w 1475 kazał się tu pochować rycerz Imbram z żoną Elżbietą. Podobno istniało tu także hospicjum dla chorych, nie wiadomo kiedy powstało, ale zastali je dominikanie, gdy obejmowali tę placówkę. W latach 1684–1726 dominikanie wybudowali kościół pw. Wniebowzięcia NMP i św. Jacka, nieco później zbudowano murowany klasztor.

## Ludność i zabudowa
W 1788 wieś miała 109 domów i 894 mieszkańców. W 1834 liczba mieszkańców Borku Starego wynosiła ok. 2200, by pod koniec XIX w. (1890) – w wyniku szalejących epidemii – zmniejszyć się do 1460 osób. Obecnie Borek ma 1562 mieszkańców (według danych na koniec 2003), zajmuje obszar 1 340 ha, z czego na użytki rolne przypada 1008 ha (75%), a na lasy 213 ha. We wsi jest 419 gospodarstw domowych, w tym 234 to gospodarstwa rolne; 33 domy są niezamieszkane. Działa tu 71 podmiotów gospodarczych. W zabudowie Borku Starego dominują nowe domy, jedynie w odległych przysiółkach zachowały się XIX-wieczne domostwa i stare kapliczki. W centrum wsi, wzdłuż drogi Tyczyn – Hyżne, zlokalizowanych jest kilka placówek handlowo-usługowych: sklepy (także w wyremontowanym budynku starej szkoły), Dom Ludowy (1952), remiza OSP i ośrodek zdrowia nowo oddany do użytku w 2002. Obok stoi pomnik wzniesiony w 1913 dla uczczenia 50 rocznicy powstania styczniowego. Po przeciwnej stronie drogi, nieco na zboczu – wybudowana w 1971 Szkoła im. Ludowego Wojska Polskiego jako Pomnik Tysiąclecia z dużą nowoczesną halą sportową. Szkoła stoi na terenie dawnego folwarku, później dworu. Ostatnim właścicielem tutejszego majątku, po wojnie rozparcelowanego, był Wojciech Łukasiewicz. Nieco dalej, w kierunku Błażowej znajduje się kościół parafialny pod wezwaniem świętych Piotra i Pawła i wytwórnia wody mineralnej Rzeszowianka, wykorzystująca miejscowe ujęcia bardzo dobrych wód głębinowych. 

## Szkoły
W 1684 istniała w Borku szkoła parafialna, która funkcjonowała prawdopodobnie do rozbiorów. W późniejszym czasie dzieci uczył prawdopodobnie ksiądz. Od 1846 istniały dwie szkoły: jedna parafialna, a druga przyklasztorna. Szkoła przyklasztorna została zlikwidowana w 1864 z powodu braku uczniów. W 1870 wybudowano nową szkołę, jednoklasową, ludową; najpierw uczył w niej ksiądz, a później nauczyciele świeccy. W 1912 rozbudowano ją, dzięki czemu była już dwuklasowa. Pod koniec II Rzeczypospolitej szkoła realizowała program czterech klas. W czasie II wojny światowej we wsi działały tajne komplety; zorganizowano też kurs oświatowy dla dorosłych.

## Działalność kulturalna
W okresie międzywojennym w Borku Starym działalność kulturalną prowadził Władysław Samek (1907–1942), literat, autor sztuk teatralnych (m.in. Wesela borkowskiego) i pamiętnika po raz pierwszy opublikowanego w 1938 (nowe wydanie wraz z niektórymi tekstami literackimi Samka w roku 2004.